# Будинок-музей Адама Міцкевича
Будинок-музей Адама Міцкевича — музейний заклад літературно-меморіального спрямування, присвяченний життю і творчості польського поета Адама Міцкевича; садиба XIX століття в місті Новогрудок, Білорусь. У своїй експозиції музей має будинок, флігель, криницю та альтанку.

## Історія будівлі
Землю для забудови 1803 року за 50 рублів придбав комірник з Мінська і батько майбутнього поета Микола Міцкевич. На придбаній ділянці звели дерев'яний будинок, який 1807 року замінили на цегляний, оскільки попередню будівлю знищила пожежа. 1812 року помирає батько і сім'я, за відсутності коштів на утримання домівки, спочатку переселяється до флігеля. 9 червня 1820 року будинок переходить у розпорядження братів.
Але оскільки Олександр Міцкевич займався юридичною справою в Києві, Єжи Міцкевич, медик за освітою, осів на Волині, а Адам Міцкевич опинився в Росії, тому господарювати в Новогрудці довелося Францішеку Міцкевичу.
1830 року в місті зчинилося повстання, обійти стороною яке Францішек не зміг. Влада не пробачила такого вчинку і 1833 року конфіскувала родовий маєток Міцкевичів.
Садиба пережила декілька пожеж: 1863 року вщент згорає флігель, а 1881 року — будинок. Проте, через декілька років будівлі відновлюють і вже під час Першої світової війни тут розташовували різні військові штаби. Після закінчення війни в садибі розселили людей.

## Створення музею
16 вересня 1920 року за сприяння добровільної організації наукового товариства, очолюваного місцевим воєводою (біл. «Міцкевічскага камітэта»), затверджено рішення про створення території маєтку музею імені Адама Міцкевича. Ця спроба була невдалою і повторно до цього питання повернулися в травні 1931 року.
Відкриття закладу відбулося 11 вересня 1938 року. Директором музею став Владислав Ляруй.
У червні 1941 року, під час Другої світової війни, більша частина експозиції була зруйнована німецькою авіабомбою, а вцілілі експонати вивезені до Польщі.
До сторіччя з дня смерті поета будинок відбудували і 26 листопада 1955 року музей знову відкрив свої двері перед відвідувачами.
Протягом 1989—1990 років за підтримки польської фірми «Budymex» проведено реконструкцію садиби. Зокрема заново відбудували флігель з підземним переходом під альтанку, криницю та комору. Проведено реставрацію будинку Міцкевичів, що надало йому свого початкового вигляду.
12 вересня 1992 року спільними зусиллями літературного музею Адама Міцкевича у Варшаві та закладу в Новогрудці до відкриття оновленого музею створена експозиція, що мала документацію, зібрану сином поета Владиславом Міцкевичем та інші 152 експонати, надані колегами з Польщі.
З 25 травня 2001 року функціонує нова виставка в маєтку-музеї відомого польського поета.